# Пратулинські мученики
Пратулинські мученики — 13 греко-католицьких мирян села Пратулина, розстріляних 24 січня 1874 року сотнею царських солдатів за відмову передати сільську церкву православному священникові.
У 1996 році, приєднані папою Іваном-Павлом II до лику блаженних.
Село розташоване неподалік міста Біла в Польщі, яке колись належало до Холмської єпархії греко-католицької церкви (тепер Українська греко-католицька церква).
Вшановуються Українською греко-католицькою церквою — 23 січня.

## Передумови
В результаті трьох поділів Речі Посполитої, Російська імперія поширила свою владу на території Білорусі та Правобережної України, де проживала значна кількість греко-католиків, яких російська влада хотіла бачити православними. Вже у 1787 році була видана постанова про заборону діяльності греко-католицьких друкарень, а в містах і селах зачитувалися заклики до греко-католиків переходити у православ'я обіцяючи грошову допомогу. В разі появи таких охочих до них висилали православного священника та відділ солдатів, які мали відібрати храм в греко-католиків та передати їм. В 1794 році імператриця Катерина II ліквідувала греко-католицькі структури на Правобережній Україні, проте далі, за царювання Павла I, репресивні заходи до греко-католиків послабли. В 1800 році він повернув з Сибіру багатьох греко-католицьких священників та частину відібраних храмів. Однак, ситуація докорінно змінилася після Листопадового повстання (1830—1831). Урядом стали проводитись жорсткі акції, що допускали силове примушення до переходу у православ'я. У 1839 році була ліквідована греко-католицька структура в Білорусі та Литві. Єдиною територією Російської імперії де ще зберігалась греко-католицька церква залишилась Холмщина та Підляшшя. Після польського повстання 1863-64 рр., заходи проти греко-католиків стали ще жорсткішими. Набуло поширення переселення греко-католицьких священників в австрійську Галичину, та галицьких москвофілів на Холмщину та Підляшшя. До останніх належав і Маркел Попель, якого Російський православний синод призначив адміністратором Холмської єпархії. Діяльність Попеля надалі полягала в забороні священнодіяння вірних папі священників та заміні їх православними.

## Історія мучеництва
У кінці 1873 року парафіяльний священник Пратулина о. Йосиф Курманович, боячись арешту за неприйняття ним православ'я відслужив Різдвяну Літургію і покинув село та перейшовши кордон з Австрією переселився до Галичини. Парафіянам він сказав, що скоро влада заборонить греко-католицьку церкву.
У січні 1874 року Маркел Попель відправляє в Пратулин оберненого в православ'я галицького москвофіла о. Леонтина Урбана, якому парафіяни відмовилися віддати ключі від церкви. На скаргу о. Урбана в поліцію, до села прибув царський поліційний виконавець Катунін, який повторив вимогу, на яку ще раз отримав рішучу відмову. Через кілька днів, 24 січня Катунін та о. Урбан повернувся до Пратулина із сотнею солдат під командуванням полковника Штейна. Коло церкви зібралось понад 500 вірних греко-католиків з метою захистити право на свій храм. Коли солдати вишикувались вздовж зовнішнього боку паркану, що оточував церкву, почались останні переговори. Данило Кармаш тримаючи розп'яття в руках нагадав Катуліну про його попередні запевнення, що уряд не має наміру зробити з них православних. Згідно зі спогадами очевидців його слова звучали так:
 «Пане начальнику. Коли ви забирали в нас орѓани ти запевняв нас, що уряд не має наміру накидати нам православія. Ти казав, що якби хтось захотів від нас чи нашої церкви чогось більшого, то тоді ми можемо всі, старі і молоді брати палиці і випровадити з села кожного хто втручається до нашої церкви і віри, навіть якщо це будеш ти сам. Ти сам нас навчив стояти тут в обороні нашої церкви і віри, коли нам через попа хочете накинути православіє, а святу церкву осквернити. Сьогодні ти судиш пане, свою власну справу і свої слова. Не взяли ми, однак палиці, як ти нам казав, хочемо стати і померти беззахисні коло святого порогу нашої церкви.» 
Тим часом полковник Штейн наказав солдатам перегрупуватись і за допомогою багнетів звільнити собі вхід до храму. Деякі жителі села самі колись служили в царській армії і знали що закон забороняє насильство військових над мирним населенням. Бачачи приготування солдатів, один з вірних на ім'я Фелікс Осип'юк нагадав, що відносно царської постанови бити нікого не дозволено і якщо солдати на це підуть, то парафіяни будуть оборонятись як можуть. Проте, він додав, що в разі коли «цар вповноважив вас нас убити то люди готові загинути за Бога і віру і ніхто не відступить перед смертю ні кроку». 
Після цього солдати перебрались через паркан, і за допомогою прикладів та багнетів почали прокладати собі дорогу до дверей церкви, однак були зустрінуті каміннями й піднесеними догори палицями. Тоді полковник Штейн відкликав солдат назад, наказав заряджати зброю і розгорнути військовий штандарт. Бачачи такий розвиток подій Данило Кармаш підняв над головами розп'яття, яке тримав та закликав усіх викинути каміння і палиці, оскільки «Це не бійка за церкву, а війна за Христа віру». Сурмач просурмив сигнал «в атаку» — і під бій барабанів був відданий наказ відкрити вогонь. Розстріл припинився через випадкове попадання кулі у свого ж солдата одним зі стрільців. На місці загинуло 9 осіб, ще 4 померли вдома від смертельних поранень. Нижче подані їхні імена:
- Данило Кармаш
- Вінкентій Левонюк
- Іван Андреюк
- Констянтин Лукашук
- Максим Гаврилюк
- Михайло Ваврищук
- Лука Бойко
- Ігнатій Франчук
- Микита Грицюк
- Констянтин Бойко
- Пилип Герилюк
- Онуфрій Василюк
- Вартоломій Осип'юк

- тіла тих 9-ти, що були вбиті на місці, цілу добу лежали непохованими на сільському цвинтарі, поки не були скинені до спільної могили, місце якої зрівняли із землею, з метою приховати його від навколишніх мешканців.
- крім 13 загиблих, унаслідок розстрілу було поранено близько 180 осіб.
- на Сибір було вивезено понад 580 осіб.
- після прибирання місця від слідів розстрілу, церкву переосвятили, але люди туди вже не ходили; в 1886 році споруду розібрали.
6 жовтня 1996 року на 400-ту річницю Берестейської унії Папа Іван Павло II проголосив мучеників з Пратулина блаженними. В українській греко-католицькій церкві укладено акафіст і молебень до Пратулинських мучеників. [Архівовано 19 травня 2011 у Wayback Machine.]

## Додаткові факти
- При наявності сотні солдатів та кількох сотень захисників церкви сконцентрованих на невеликій ділянці землі, 13 осіб є досить малою кількістю вбитих. Це пояснюється тим, що більшість солдатів, виконуючи наказ, стріляли, але спрямовували постріли мимо людей.
- Досі немає різносторонніх і остаточно підтверджених даних про те хто саме віддав наказ стріляти. Однак окремі польські джерела вказують на полковника Штейна.
- Документально було зафіксовано ряд випадків зцілення від важких хвороб, котрі видужалі пов'язують із їх зверненням за допомогою до Пратулинських мучеників.